# CAウニオン (サンタフェ)
クルブ・アトレティコ・ウニオン（Club Atlético Unión スペイン語発音: [ˈkluβ aˈtletiko uˈnjon]）は、アルゼンチン・サンタフェ州の州都サンタフェを本拠地とするサッカークラブである。都市名を付けてウニオン・デ・サンタフェ（Unión de Santa Fe [uˈnjon de santa ˈfe]）と呼ばれることもある。プリメーラ・ディビシオンに所属している。サンタフェ州リーグの優勝回数は最多である。

## タイトル

### 国内タイトル
- プリメーラB・ナシオナル : 1回
  - 1966
- リーガ・サンタフェシーナ : 30回
  - 1932, 1934, 1935, 1936, 1938, 1939, 1940, 1942, 1953, 1954, 1955, 1956, 1959, 1960, 1961, 1962, 1963, 1964, 1965, 1966,
1971Clasificatorio, 1971Selectivo, 1971, 1974, 1979, 1994, 2000A, 2003A, 2010A, 2014A

### 国外タイトル
なし

## 現所属メンバー
2022年9月18日現在
注：選手の国籍表記はFIFAの定めた代表資格ルールに基づく。
| No. | Pos. |              | 選手名                         |
| --- | ---- | ------------ | ------------------------------ |
| 2   | DF   | アルゼンチン | フランコ・カルデロン           |
| 3   | DF   | アルゼンチン | クラウディオ・コルバラン       |
| 7   | FW   | アルゼンチン | マウロ・ルーナ・ディアレ       |
| 8   | MF   | アルゼンチン | エンソ・ロルダン               |
| 9   | FW   | アルゼンチン | マリアーノ・ペラルタ・バウエル |
| 10  | MF   | アルゼンチン | エセキエル・カニェーテ         |
| 11  | FW   | アルゼンチン | セバスティアン・ハウレナ       |
| 14  | DF   | アルゼンチン | フランシスコ・ヘロメッタ       |
| 16  | DF   | アルゼンチン | フェデリコ・ベラ               |
| 17  | FW   | コロンビア   | ブライアン・カストリジョン     |
| 19  | FW   | アルゼンチン | トマス・ゴンサレス             |
| 21  | DF   | アルゼンチン | ファクンド・アグエロ           |
| 22  | FW   | パラグアイ   | フニオール・マラベル           |
| 23  | DF   | ウルグアイ   | ディエゴ・ポレンタ             |

| No. | Pos. |              | 選手名                         |
| --- | ---- | ------------ | ------------------------------ |
| 25  | GK   | アルゼンチン | セバスティアン・モジャノ       |
| 26  | MF   | アルゼンチン | レオネル・ブッカ               |
| 27  | FW   | アルゼンチン | マティアス・ガジェゴス         |
| 28  | DF   | アルゼンチン | フアン・ポルティージョ         |
| 29  | MF   | アルゼンチン | ダニエル・フアレス             |
| 30  | MF   | アルゼンチン | フアン・イグナシオ・ナルドーニ |
| 32  | DF   | アルゼンチン | ニコラス・パス                 |
| 34  | MF   | アルゼンチン | ケビン・セノン                 |
| 35  | GK   | アルゼンチン | ディエゴ・ゴンサレス           |
| 37  | DF   | アルゼンチン | ルーカス・エスキベル           |
| 39  | MF   | アルゼンチン | イマノル・マチューカ           |
| 44  | FW   | ウルグアイ   | ホナタン・アルベス             |
| 77  | GK   | ウルグアイ   | サンティアゴ・メレ             |

監督
- キリ・ゴンサレス

## 歴代監督
- フランク・クデルカ (2002)
- ネストル・クラビオット (2005-2006)
- カルロス・トルレット (2006-2007)
- フェルナンド・キロス (2008-2009)
- フェルナンド・アリ (2009-2010)
- フランク・クデルカ (2010-2012)
- ネリー・プンピード (2012)
- ファクンド・サバ (2012-2013)
- レオナルド・マデロン (2013-2016)
- フアン・パブロ・プンピード (2016-2017)
- パブロ・マリーニ (2017)
- レオナルド・マデロン (2017-2020)
- フアン・マヌエル・アスコンサバル (2020-2021)
- グスタボ・ムヌア (2022-2023)
- キリ・ゴンサレス (2023-)

## 歴代所属選手

### GK
- ウーゴ・ガッティ 1974-1975
- ネリー・プンピード 1976-1981,1991-1992

- ダニエル・アセバル 1997-1999
- パブロ・カバジェロ 1998-1999

### DF
- モネール 1998-1999
- フェルナンド・オルティス 2003-2004

- イグナシオ・カヌート 2004-2007

### MF
- マリオ・サナブリア 1967-1969
- カルロス・トルレット 1975-1977
- ロベルト・テルチ 1976-1979
- オスバルド・エスクデロ 1982-1985

- フリオ・トレサニ 1986-1989,1990-1991
- リカルド・ジュスティ 1991-1992
- ニイ・ランプティ 1997
- グスタボ・バロスケロット 1998

### FW
- レオポルド・ルケ 1971
- アルベルト・アコスタ 1986-1988
- クラウディオ・ボルギ 1990-1991

- アンドレス・シルベーラ 1999-2001
- ピエロ・アルバ 2002
- フェリクス・レギサモン 2003